# Friedrich IV. (Schwaben)

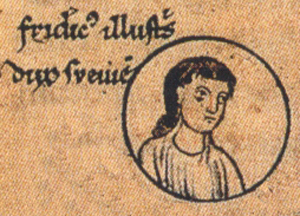
Friedrich IV. Ausschnitt aus der Verwandtschaftstafel der Ottonen in einer Handschrift der Chronica Sancti Pantaleonis aus dem frühen 13. Jahrhundert (Wolfenbüttel, Herzog August Bibliothek, Cod. Guelf. 74.3 Aug. 2°, pag. 226).

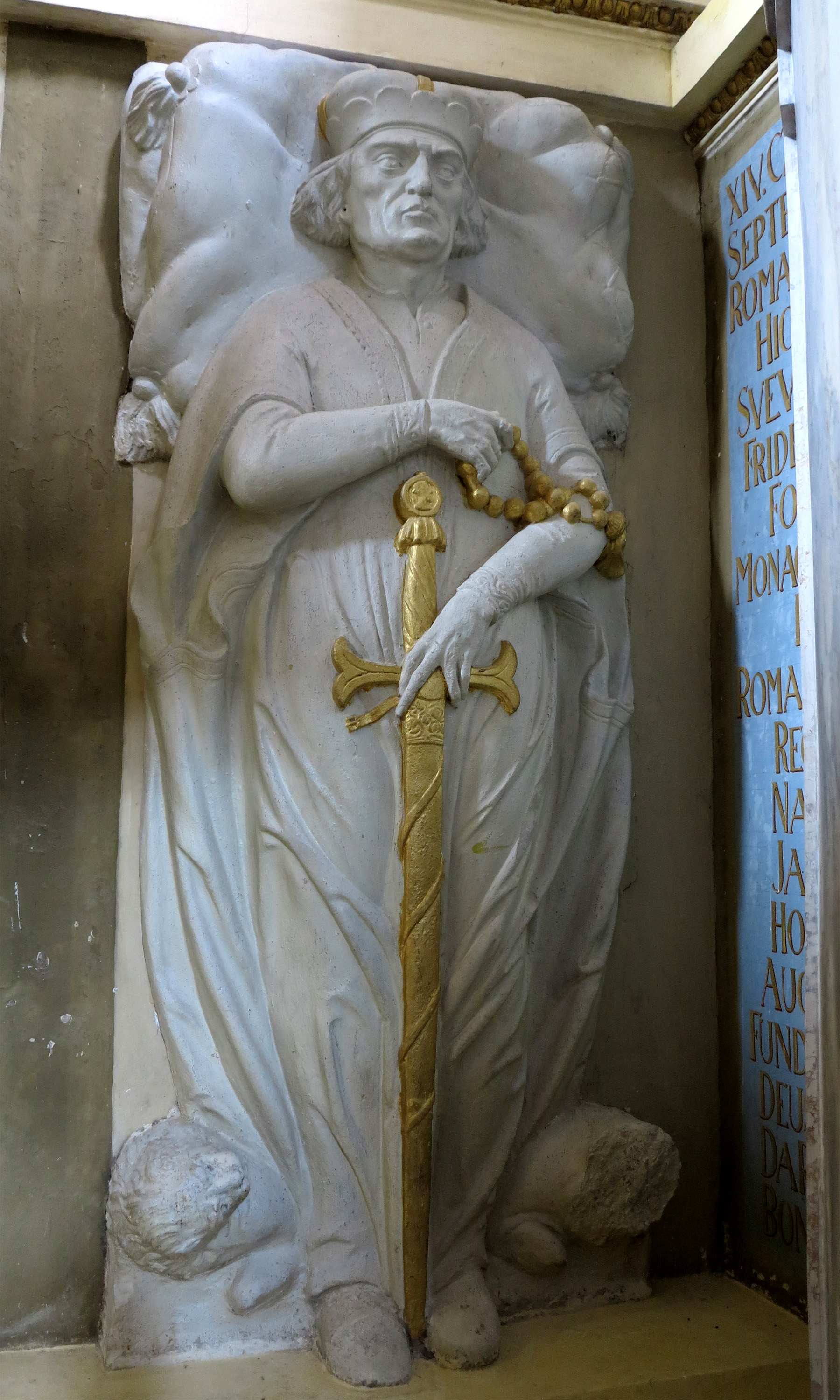
Grabtafel von Friedrich IV. in der Klosterkirche Ebrach

Friedrich IV., genannt Friedrich von Rothenburg (* Ende 1144/1145; † 19. August 1167 in Rom), war von 1152 bis 1167 Herzog von Schwaben. Er gehörte der Familie der Staufer an.
Friedrich war der Sohn des römischen Königs Konrad III. und der Gertrud von Sulzbach und nannte sich nach seinem Besitz um die Rothenburg in Mittelfranken „Dux de Rothenburg“. Da er zum Zeitpunkt des Todes seines Vaters (1152) noch minderjährig war und sich sein gleichnamiger Vetter, der Herzog von Schwaben Friedrich III., im Vorfeld der Königswahl durch gründliche Verhandlungen mit den wahlberechtigten Fürsten die Nachfolge gesichert hatte, wurde entgegen Konrads Absicht jener zum römisch-deutschen König gewählt (nun mit dem Herrschernamen „Friedrich I.“). Im Gegenzug wurde dem jungen Friedrich das Herzogtum Schwaben übergeben (als Herzog wird er entsprechend als „Friedrich IV.“ geführt), darüber hinaus erhielt er das Egerland.
1157 erhielt er den Ritterschlag. Danach beteiligte er sich an Kämpfen des mittlerweile zum Kaiser gekrönten Friedrichs I. (der dort den Beinamen  „Barbarossa“ erhielt) in Italien. Seine Parteinahme für den Tübinger Pfalzgrafen Hugo II. bei dessen Fehde gegen die Welfen ließ den vom König weitgehend entschärften staufisch-welfischen Gegensatz wieder aufflammen. Um diesen Konflikt zu schlichten, verheiratete der Kaiser auf dem Hoftag zu Ulm im März 1166 Friedrich IV. mit Gertrud (* wohl 1154; † 1. Juni 1197), der zwölfjährigen Tochter des Welfen Heinrich der Löwe, Herzog von Bayern und Sachsen.
1167 zog Friedrich IV. mit dem kaiserlichen Heer nach Italien. Dort erkrankte ein Großteil des Heeres im August 1167 an einer Seuche, vermutlich einer bakteriellen Ruhr, darunter auch Friedrich selbst. Am 19. August erlag er seiner Erkrankung. Er wurde nicht in dem von ihm in Schäftersheim gegründeten Prämonstratenserinnenkloster, sondern im Zisterzienserkloster Ebrach bestattet, wo sein Grab seit 1650 in der südlichen Nische hinter dem Choraltar der Abteikirche stehend eingemauert ist. Links davon befindet sich das Grab seiner Mutter Gertrud von Sulzbach. Sein Gisant stammt aus dem 17. Jahrhundert, der seiner Mutter aus dem frühen 16. Jahrhundert.
Friedrichs kurze Ehe mit der minderjährigen Gertrud blieb kinderlos. Da er der letzte verbliebene Sohn Konrads III. war, starb mit seinem Tod auch diese staufische Nebenlinie aus und ihr Erbe fiel an Konrads Neffen Friedrich I. Barbarossa. Dieser setzte noch im selben Jahr seinen ältesten, damals allerdings erst dreijährigen, Sohn als Herzog Friedrich V. von Schwaben ein. Gertrud heiratete 1176 oder 1177 den dänischen Prinzen Knut, der 1182 seinem Vater auf den Thron folgte; auch diese Ehe blieb ohne Nachkommen. Sie starb am 1. Juli 1197 und wurde in Vä begraben.